# 沈黙の弾痕
『沈黙の弾痕』（ちんもくのだんこん、原題: TRUE JUSTICE PART4）は、アメリカの映画作品、スティーヴン・セガール主演の"沈黙シリーズ（TRUE JUSTICE Series）"である。

## キャスト
| 役名                       | 俳優                                           | 日本語吹替 |
| -------------------------- | ---------------------------------------------- | ---------- |
| イライジャ・ケイン         | スティーヴン・セガール                         | 大塚明夫   |
| ジュリエット・ソーンダーズ | ミーガン・オリー                               | 有賀由樹子 |
| ブレット・ラドナー         | ウォーレン・クリスティー                       | 井上剛     |
| アンドレ・メイソン         | ウィリアム・"ビッグ・スリープス"・スチュワート | 丸山壮史   |
| サラ・モンゴメリ           | サラ・リンド                                   | ミルノ純   |
| グレーヴス                 | エイドリアン・ハフ                             | 里卓哉     |
| ライアン                   | フィリップ・モーリス・ヘイズ                   | 板取政明   |
| アクセル                   | タイ・オールソン                               | 栗田圭     |
| ボビー                     | ジャレッド・ケッソ                             | 河合みのる |
| バード                     | ライアン・ロビンス                             | 金子修     |
| リサ                       | ティア・カレル                                 | 中道美穂子 |
| ケン                       | フルヴィオ・チェチェーレ                       | 加藤清司   |
| スパークス                 | エリザベス・タイ                               | 宮川悠     |
| 女(1)                      |                                                | 渡邊千佳子 |
| メンバー男(1)              |                                                | 櫻田悠斗   |
| メンバー男(2)              |                                                | 嶋村有希   |